# Moraleda de Zafayona
Moraleda de Zafayona là một đô thị trong tỉnh Granada, Tây Ban Nha. Theo điều tra dân số 2004 (INE), đô thị này có dân số là 2769 người.